# Palthis calcalis
Palthis calcalis är en fjärilsart som beskrevs av William Schaus 1906. Palthis calcalis ingår i släktet Palthis och familjen nattflyn. Inga underarter finns listade i Catalogue of Life.